# Athenry Castle
Athenry Castle er et beboelsestårn og National Monument, der ligger i Athenry, Irland.
Den ligger ved Court Lane i den østlige del af Athenry på vestbredden floden Clarin. Den ligger på en naturlig bakke og kunne forsvare et vadested over floden.
På trods af den lokalt er kendt som King John's Castle elleer King John's Court (efter Lord of Ireland 1177–1216), så blev den først opført 20 år efter hans regeringstid. Det oprindelige keep blev opført omkring 1235/40.
Den blev restaureret i 2005.